# Mary Bryant
Mary Bryant, född 1765, död 1794, var en australisk straffånge. Hennes flykt från fångkolonin i Australien till Nederländska Ostindien 1789 gjorde henne berömd redan under hennes samtid. Hon var den första fånge som lyckades fly från fångkolonin. 
Hon deporterades till den nya fångkolonin Australien med den första flottan år 1788 efter att ha begått ett rån. Tillsammans med en grupp manliga straffångar flydde hon år 1791 från fångkolonin till Nederländska Ostindien. Där påstod sig sällskapet var skeppsbrutna. De upptäcktes dock av britterna, och utlämnades till Storbritannien. De var tillbaka i London 1792, där de ställdes inför rätta för att ha rymt från sitt straff. Fångarna frisläpptes 1793. 